# Andreas Koop

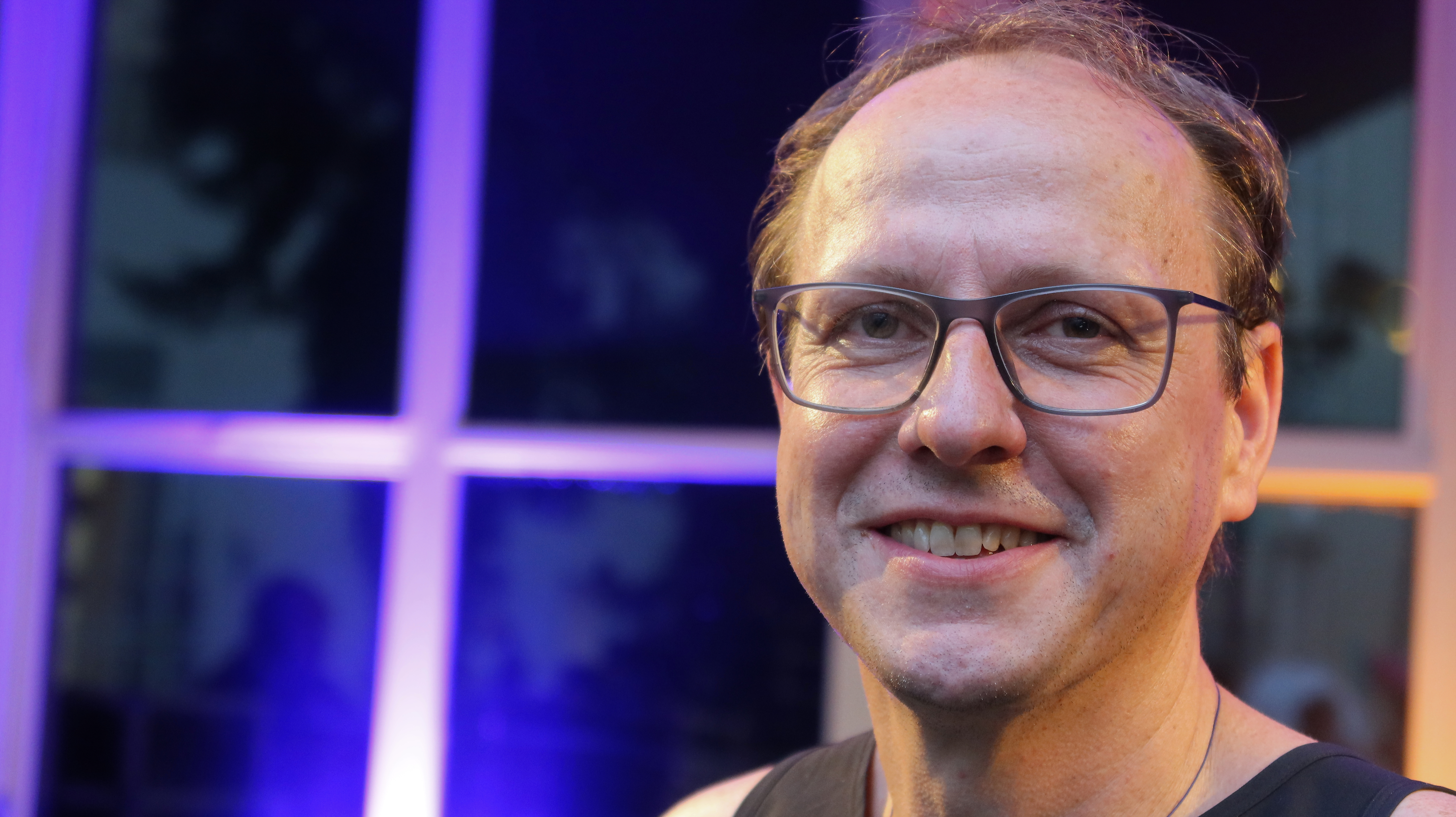
Andreas Koop, 2022

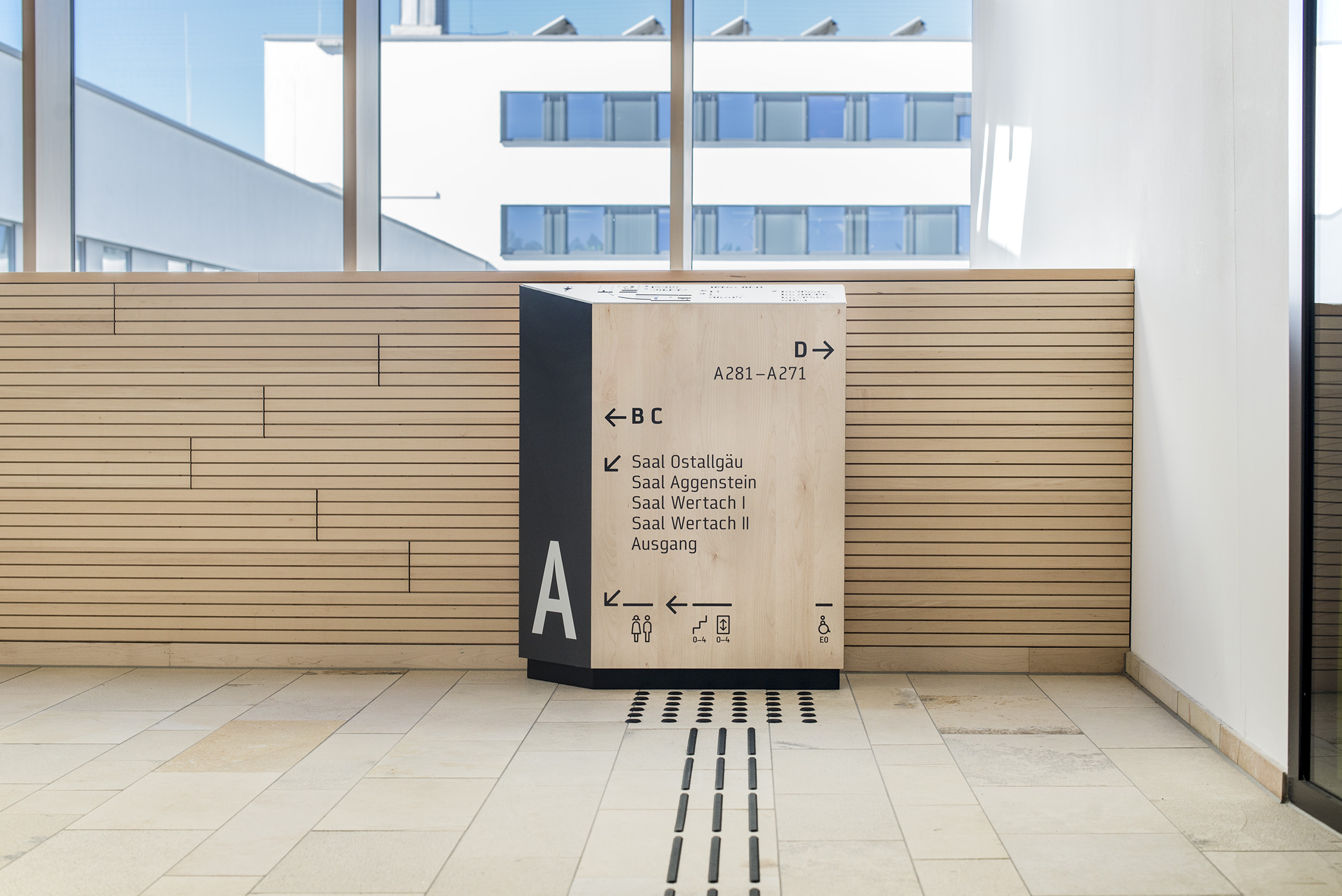
Vielfach ausgezeichnetes inklusives, barrierefreies Leitsystem für den Landkreis Ostallgäu, Landratsamt Marktoberdorf

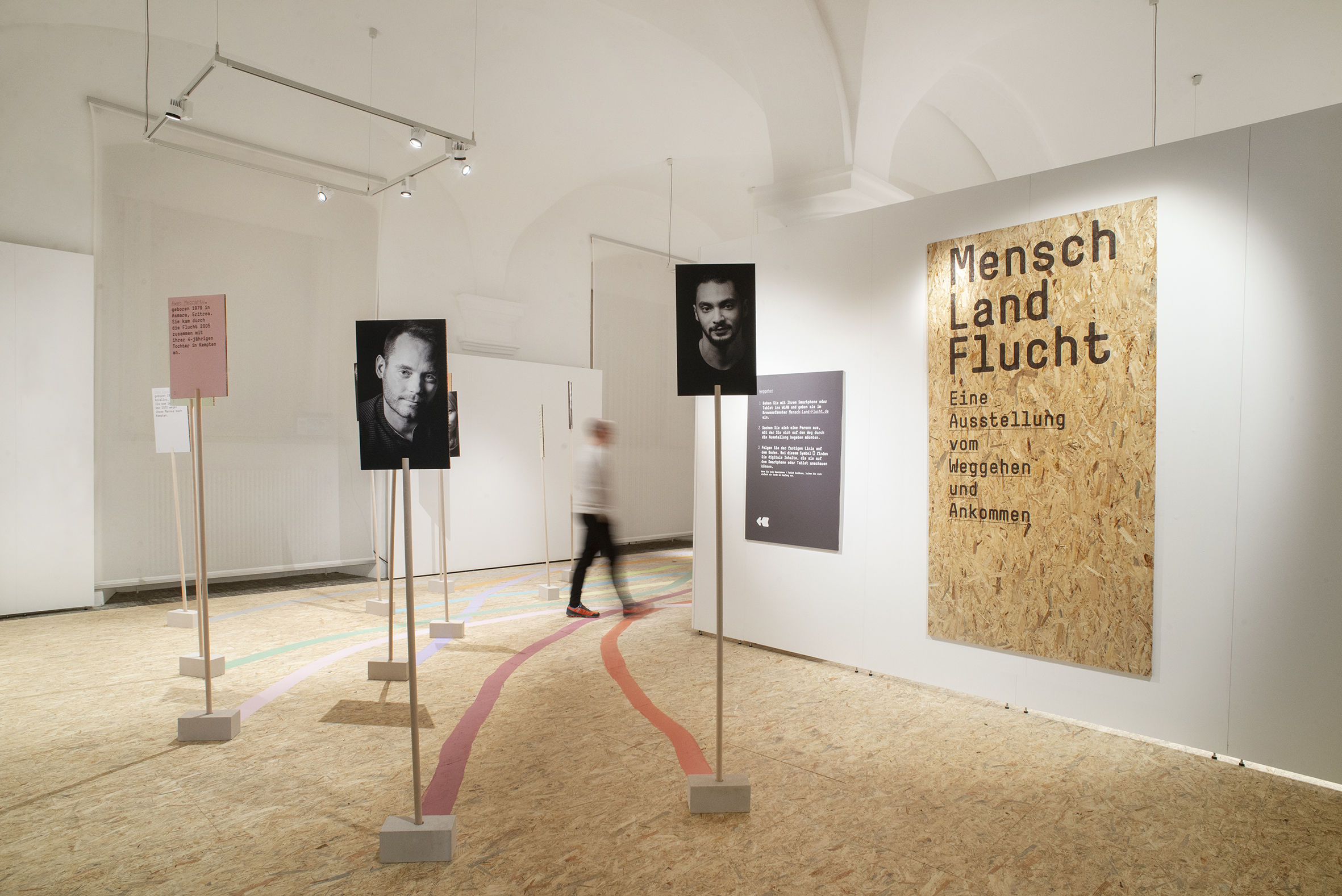
Szenografische Gestaltung der Sonderausstellung „Mensch Land Flucht“ im Alpinmuseum Kempten

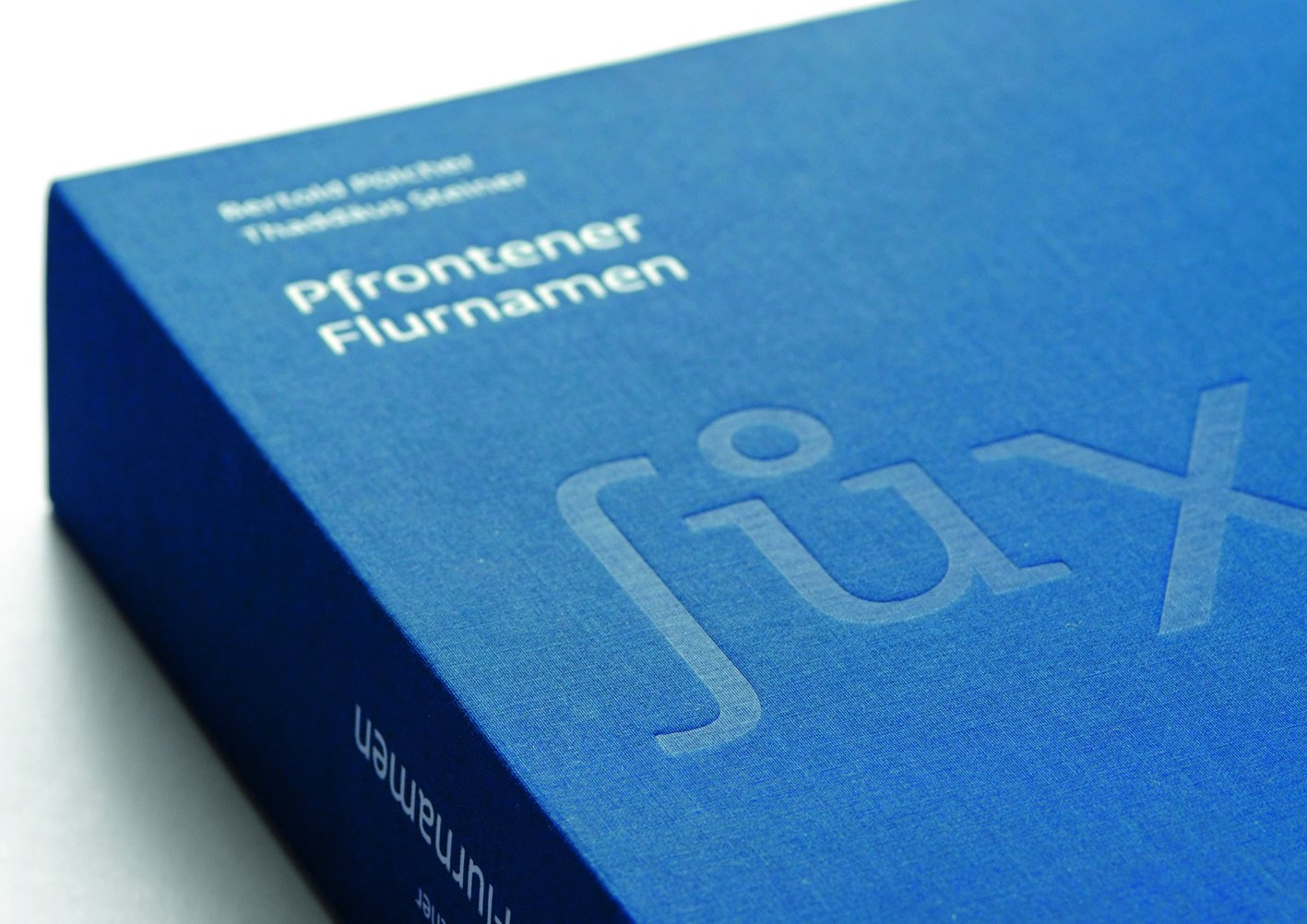
Pfrontener Flurnamen, ein 524-seitiges Buch mit 14 Kartenbeilagen in einem integrierten Klappschuber

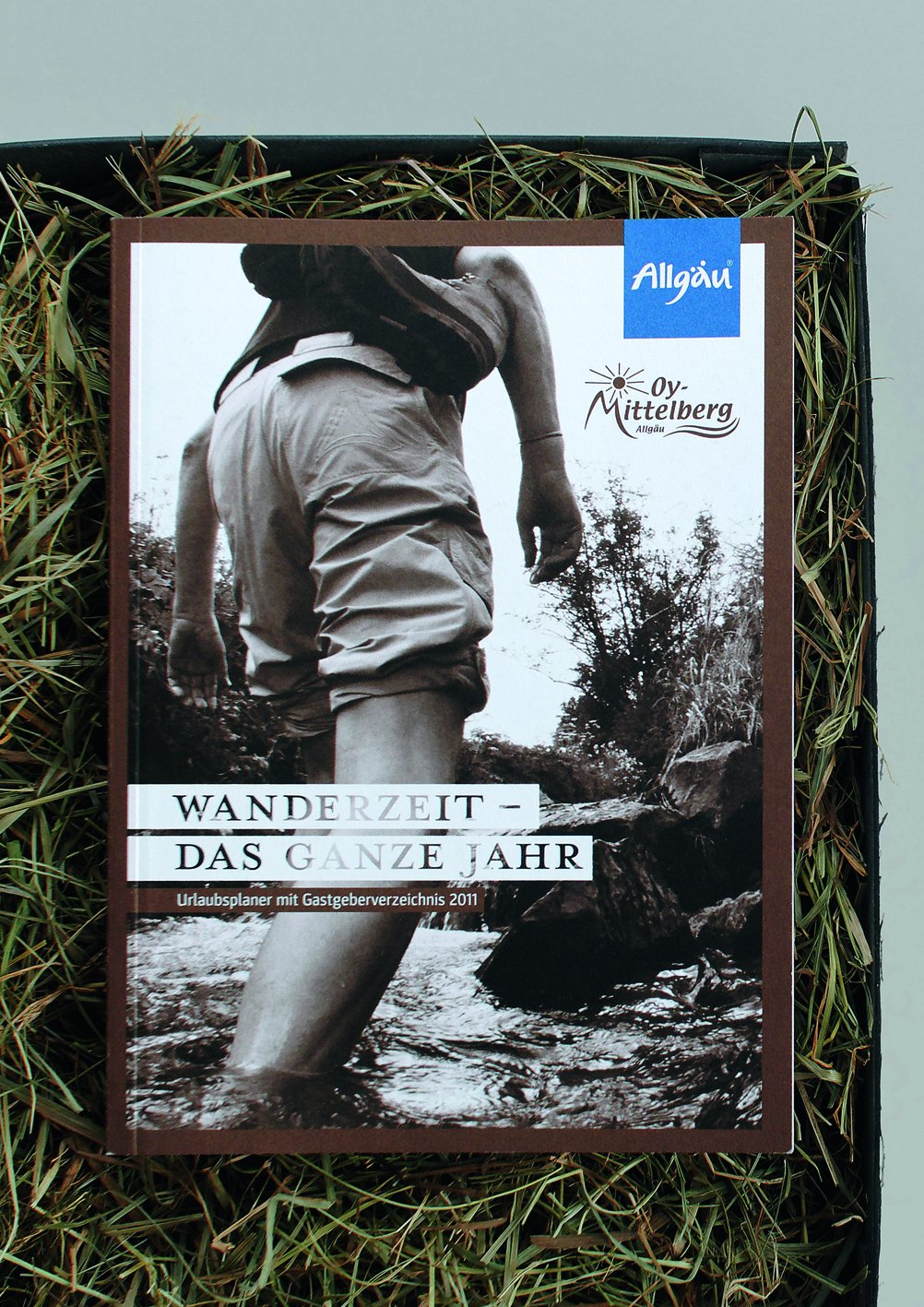
Tourismusbroschüre mit dem Fokus „Wandern“ für die Gemeinde Oy-Mittelberg, verpackt in einen Karton mit Heu

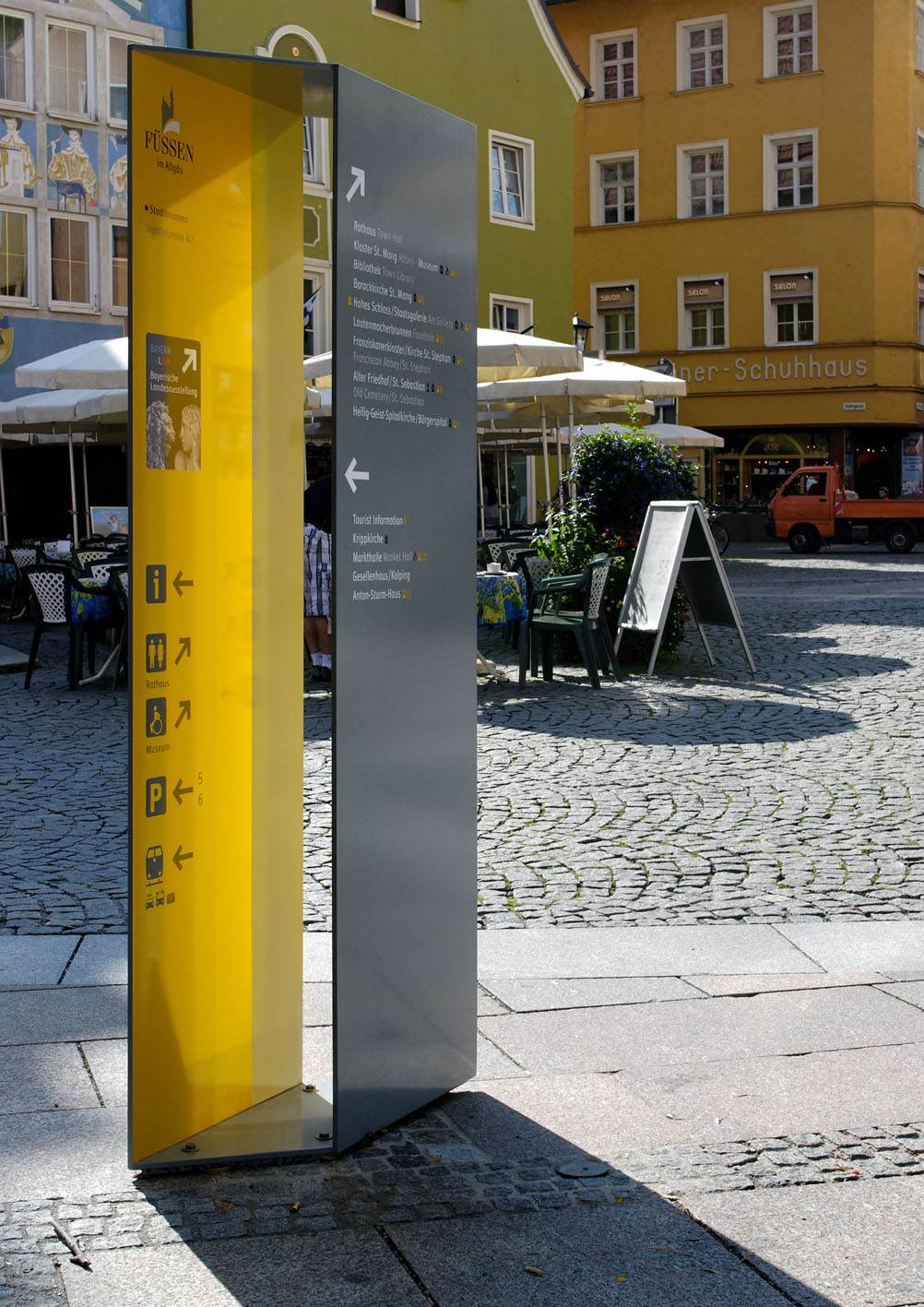
Fußgänger-Leitsystem in Füssen

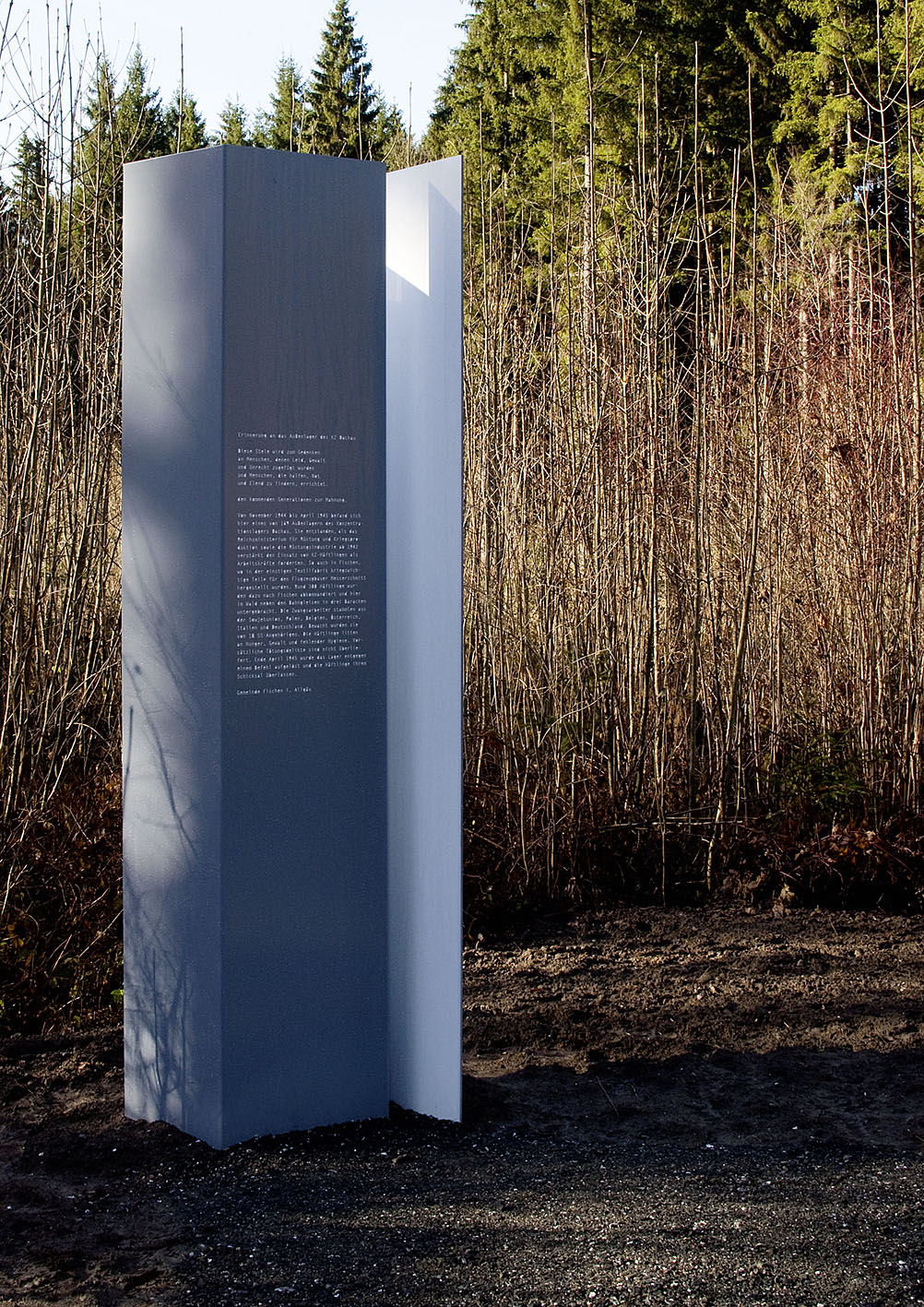
Mahnmal für ein ehemaliges KZ-Außenlager in einem Wald bei Fischen im Allgäu

Andreas Koop (* 1970 in Sonthofen) ist ein deutscher Grafiker und Autor.

## Leben
Andreas Koop erlangte sein Diplom als Informationsdesigner an der sfg Ravensburg. In den Jahren 2007 bis 2009 erwarb er im Rahmen einer Forschungsarbeit den postgraduierten Master (MAS) am Institut Design2contex bei Ruedi Baur an der Zürcher Hochschule der Künste. Seit 1995 leitet er die designgruppe koop in Rückholz im Allgäu. Seine Arbeiten umfassen visuelle Erscheinungsbilder und räumliche Konzepte (Szenografie für Museen, Orientierungs- und Leitsysteme und Ausstellungen) und klassische Aufgabenstellung des Grafik-Design (Marken- und Strategieentwicklung, Editorial Design, Multimedia/Interactive Design etc.) für verschiedene Universitäten, Industrieunternehmen, Museen, Kommunen und Landkreise. Dabei steht ein umwelt- und wertebewusster Designansatz im Vordergrund. Die Arbeiten wurden mit zahlreichen nationalen und internationalen Awards ausgezeichnet.
Seit 2001 unterrichtet er an verschiedenen Hochschulen, beispielsweise der FHV in Dornbirn, der Universität Augsburg und der Dualen Hochschule Baden-Württemberg, und hält Vorträge u. a. zum Thema Designforschung, Nachhaltigkeit und der politischen Dimension von Design. 2015/2016 war Andreas Koop Mitglied des Entwicklungsteams zur Neukonzeption des Intermedia-Bachelor- und Masterstudiengangs an der Fachhochschule Vorarlberg in Dornbirn. Außerdem sitzt er bei verschiedenen internationalen Wettbewerben in der Jury, beim »Baukultur-Gemeindepreis« auch erstmals in einer Jury außerhalb des Bereiches Design.
Über seine gestalterische Tätigkeit hinaus engagiert er sich als Autor und Kolumnist – und bewegt sich dabei im Spannungsfeld von Zeitgeschichte, Gesellschaft, Politik und Design.
Andreas Koop engagiert sich ehrenamtlich bei verschiedenen Arbeitskreisen:
- Er ist Mitglied von WEI SRAUM – Der Initiative für visuelle Kommunikation und Gestaltung.
- Er leitet die Arbeitsgruppe „Kommunikation und Bewusstseinsbildung“ beim „Aktionsplan Inklusion“ des Landkreises Ostallgäu.
- Er veranstaltet und moderiert (2015, 2017 und 2019) den transdisziplinären Kongress „Stadt.Land.Schluss“, der sich um die Gestaltung des ländlichen Raums und der Stadt Gedanken macht.
- Er ist Mitglied des Entscheidergremiums (Landkreis Ostallgäu) über die Beschlüsse zur Förderung von Projekten im Rahmen von „LEADER 2014–2020“ und
- Mitglied des Projektbeirats des „Bundespreis ecodesign“.[1]

Ein weiterer Schwerpunkt ist die Designforschung. Andreas Koop ist Mitglied
- der typografischen Gesellschaft München,
- der Gesellschaft für Designgeschichte (GfDg)[2],
- der Deutschen Gesellschaft für Designtheorie und -forschung e.V.,[3]
- bei designaustria und Mitbegründer des Expertcluster „Designforschung“,
- beim Verband der Ausstellungsgestalter (VerA)[4],
- beim Internationalen Designzentrum Berlin (IDZ).[5],
- beim »Amt für politische Schönheit«,
- seit 2017 DIN-zertifizierter Fachplaner für barrierefreies Bauen und
- im Rat für Vergaberichtlinien im »Deutschen Designtag«.

## Auszeichnungen
- IIID-Awards (25× Gold/Silver/Bronze/Nom.)
- UX-Award (Nominierung)
- VLOW! Award 2014 (1. Preis)
- Mfg-Award (3× 2. Preis, 2× 3. Preis, Anerkennung, Shortlists)
- Iconic Award 2013 (2×)
- red dot design award (6×)
- red dot Design-Award „best of the best“
- Output Foundation (Silver award)
- 100 Beste Plakate (3×)
- if-Award (Auszeichnung 2×)
- DDC-Award (Auszeichnung 1×, Bronze 1×)
- Deutscher Designpreis – Nominierung (3×)
- ED-Award (3× Silber und 2× Bronze)
- Förderpreis der Bayerischen Volksstiftung
- Bayerischer Staatspreis (Gesamtprojekt)
- Tirol Touristica (3. Preis; Verein Lechweg)
- CCA-Award (Auszeichnung)
- Joseph Binder Award (5× Gold/Silver/Nom.)
- German Design Award - Nominierung (8×)
- Universal Design Winner (3× Consumer/Expert)

## Publikationen
- Der Hummelfreund — Hummeln besser verstehen und leichter bestimmen. Edition Emil[6], 2023, ISBN 978-3-9825243-2-0
- Der springende Punkt — Axiome für eine unscharfe Disziplin: das Design. Edition Emil[6], 2023, ISBN 978-3-9825243-0-6
- Katrin Beste/Nadine Koop/Andreas Koop, Viel zu viel zu wenig – eine visuelle Kritik an der Vielfalt. Edition Emil[6], 2023, ISBN 978-3-9825243-1-3
- DDR CI – Das visuelle Erscheinungsbild der Deutschen Demokratischen Republik. Verlag Hermann Schmidt Mainz, 2023, ISBN 978-3-87439-915-9
- Shake hands! Das Emblem der SED mit vier Methoden visuell erforscht. Edition Emil[6], 2023, ISBN 978-3-9825243-3-7
- Der Hummelfreund – Hummeln bestimmen und besser verstehen. Naturmuseum Thurgau, 2021, ISBN 978-3-9524582-1-1
- schön und gut – was werteorientierte gestaltung verändern kann. Birkhäuser, 2019, ISBN 978-3-0356-1829-7.
- designer leben. Herausgeber designaustria, Band 19 Heinrich C. Berann, 2019.
- Inklusion – die Zukunft gehört den Mutigen. Herausgeber designaustria, ISBN 978-3-900364-42-7.
- designer leben. Herausgeber designaustria, Band 16 Videographic, 2016.
- designer leben. Herausgeber designaustria, Band 15 Imre Vincze, 2016.
- Charade. Schöler, 2014, ISBN 978-3-925011-18-4.
- designer leben. Herausgeber designaustria, Band 12 Werner Hölbl, 2014, ISBN 978-3-900364-37-3.
- designer leben. Herausgeber designaustria, Band 11 Roman Hellmann, 2014, ISBN 978-3-900364-36-6.
- designer leben. Herausgeber designaustria, Band 10 Pink House Studio, 2013, ISBN 978-3-99300-565-8.
- designer leben. Herausgeber designaustria, Band 9 Gustav E. Sonnewend, 2013, ISBN 978-3-99300-564-1.
- designer leben. Herausgeber designaustria, Band 0  Alfred Proksch (nur als pdf bei designaustria erhältlich), 2013, ISBN 978-3-900364-30-4.
- Die Macht der Schrift – eine angewandte Designforschung. Niggli, 2012, ISBN 978-3-7212-0780-4.
- designer leben. Herausgeber designaustria, Band 7 Emanuela Delignon, 2012, ISBN 978-3-99300-558-0.
- designer leben. Herausgeber designaustria, Band 6 Herbert W. Türk, 2012, ISBN 978-3-99300-557-3.
- designer leben. Herausgeber designaustria, Band 5 Helmut Benko, 2011, ISBN 978-3-900364-27-4.
- designer leben. Herausgeber designaustria, Band 4 Hermann Rastorfer, 2011, ISBN 978-3-900364-26-7.
- designer leben. Herausgeber designaustria, Band 3 Othmar Motter, 2011, ISBN 978-3-900364-25-0.
- Schrift und Macht. Eigenverlag Andreas Koop, 2009.
- designer leben. Herausgeber designaustria, Band 2 Rudolf Thron, 2010, ISBN 978-3-900364-21-2.
- designer leben. Herausgeber designaustria, Band 1 Nikolai Borg, 2010, ISBN 978-3-900364-20-5.
- MAHO – Eine Firmenchronik 1920–1995. Edition Minerva, 2010, ISBN 978-3-938832-65-3.
- NSCI. Verlag Hermann Schmidt Mainz, 2012, ISBN 978-3-87439-815-2 (erweiterte Auflage)
- NSCI. Verlag Hermann Schmidt Mainz, 2008, ISBN 978-3-87439-768-1.
- Mit Otl baden geh'n. Edition Harder, 2006.

## Textveröffentlichungen
- Barrieren der Nachhaltigkeit – Was inklusives Design damit zu tun hat In: Grafikmagazin. Heft 6/2021, S. 48+49
- Fern dem Volke In: Grafikmagazin. Heft 1/2021, S. 12
- The visuality of the „old“ and „new“ political right In: Gerhard Kampe, Thomas Kampe (Hrsg.): beyond forgetting. Göttingen 2021, S. 90–93
- Künstler-Sozial-Krankheit (KSK) In: Novum. Heft 12/2020, S. 21
- Von Alm das Beste In: Novum. Heft 11/2020, S. 27
- Design und Demokratie – ein Dissens In: designaustria mitteilungen. Heft 3/2020, S. 4–7
- Für eine Hand voll Euros In: Novum. Heft 10/2020, S. 21
- Täuschen und Tarnen In: Novum. Heft 7/2020, S. 24
- Fiese Vire In: Novum. Heft 6/2020, S. 22
- Hygg dich ins Knie In: Novum. Heft 5/2020, S. 21
- Rettungsgasse bilden! In: Novum. Heft 4/2020, S. 21
- Von Alpha bis Omega In: Novum. Heft 3/2020, S. 21
- 100 und 1 Jahr Bauhaus In: Novum. Heft 2/2020, S. 23
- Nächster Halt: Nolde Luger In: Theresia Anwander, Thomas Feurstein (Hrsg.): Reinhold Luger. Grafische Provokationen. Basel 2020, S. 99–117
- Bitte leise fahren In: Novum. Heft 1/2020, S. 20
- Tierleid-Kennzeichnung – arme Sau In: Novum. Heft 12/2019, S. 5
- Rosarot ohne Ende In: Novum. Heft 11/2019, S. 25
- Die Renaissance einer Gebrochenen In: Novum. Heft 10/2019, S. 25
- Schöner putzen In: Novum. Heft 9/2019, S. 20
- Serifenlose Uniformität In: Novum. Heft 8/2019, S. 23
- Demokraten in Fraktur In: Novum. Heft 6/2019, S. 25
- Chirashi! In: Novum. Heft 5/2019, S. 24
- Das Desiderat des Modedesigns: der Mann In: Novum. Heft 4/2019, S. 20
- Die Kunst der Umdeutung In: Novum. Heft 3/2019, S. 22
- Amazon Prime oder der liebe Gott In: Novum. Heft 2/2019, S. 22
- Prora One In: Novum. Heft 1/2019, S. 22
- Viel hilft viel In: Novum. Heft 12/2018, S. 24
- Innovativer scheitern – vom A2 zum i3 In: Novum. Heft 11/2018, S. 27
- Über Designkritik In: Ephraim Ebertshäuser (Hrsg.): Was bedeutet für mich Designkritik. Basel/Stuttgart 2018, S. 20–21
- Das Ohrhörgerät In: Novum. Heft 10/2018, S. 22
- Blau-Rot-Braun In: Novum. Heft 8/2018, S. 25
- Sachdienlich und handelsüblich In: Novum. Heft 7/2018, S. 23
- Design für den Arsch In: Novum. Heft 6/2018, S. 25
- Egozentrische Weltbilder In: Novum. Heft 5/2018, S. 25
- Armer Apfel In: Novum. Heft 4/2018, S. 25
- Der Schein der Heiligen In: Novum. Heft 3/2018, S. 25
- Weltsichten verschieden visualisiert In: Novum. Heft 2/2018, S. 21
- 60 Mal am rechten Ort In: Novum. Heft 1/2018, S. 27
- Eine schöne neue Zeit – Herausforderungen an ein Design von Morgen In: Intermedia Zukunft gestalten. S. 46 (Hg.: FH Vorarlberg, Dornbirn)
- Land unter !? In: MUH! Ausgabe 26 Heft Herbst 2017, S. 18f
- Dash, Cash, Trash In: Novum. Heft 12/2017, S. 28
- Wirkliche Unwirklichkeiten (Teil 3) In: Novum. Heft 11/2017, S. 21
- Unwirtliche Wirklichkeiten (Teil 2) In: Novum. Heft 10/2017, S. 28
- Unwirkliche Wirklichkeiten (Teil 1) In: Novum. Heft 9/2017, S. 22
- Die Welt ist ein Verschleißteil In: Novum. Heft 8/2017, S. 24
- Keiner ist eine Insel In: Novum. Heft 7/2017, S. 23
- Trumps Design-Mauer In: Novum. Heft 6/2017, S. 25
- Das gekaufte Lächeln In: Novum. Heft 05/2017, S. 21
- Quo Qoros? In: Novum. Heft 04/2017, S. 19
- Barrierenabbaugestaltung! In: Novum. Heft 03/2017, S. 21
- Sanctus Simplicissimus! In: Novum. Heft 02/2017, S. 27
- Ausgeräkelt In: Novum. Heft 01/2017, S. 25
- Exklusiv oder inklusiv: Wie kann Design Barrieren abbauen? In: designaustria mitteilungen. Heft 1/2017, S. 10–13
- Home, sweet home In: Novum. Heft 12/2016, S. 26
- Der weiß-blaue Bio-Siegel-Himmel In: Novum. Heft 11/2016, S. 18
- Alles zu ihrem Besten! In: Novum. Heft 10/2016, S. 22
- Der letzte Ritter und die Kuh ohne Hörner In: Novum. Heft 09/2016, S. 24.
- Die Utopie einer Utopie in utopiefernen Zeiten In: Novum. Heft 08/2016, S. 23.
- Die Wiener Werkstätten – zwischen Gesamtkunstwerk und Insolvenz In: Novum. Heft 08/2016, S. 30–33.
- Die Bauern- und Designerwelt In: Novum. Heft 07/2016, S. 22.
- Grenzwertig aseptisch: Wie sich Frontex visuell repräsentiert In: Novum. Heft 08/2016, S. 23.
- Eine neue Welt In: Novum. Heft 05/2016, S. 25.
- Nur nichts Normales – Was das G7-Logo über eine Branche aussagt In: Novum. Heft 04/2016, S. 23.
- München + Berlin = Montreal. In: Novum. Heft 03/2016, S. 25.
- Rosa, der Pathosbrecher! In: Novum. Heft 02/2016, S. 23.
- Schafft Design Misstrauen? In: Novum. Heft 01/2016, S. 30.
- Die Welt ist da draußen In: designaustria mitteilungen. Heft 1/2016, S. 4–7
- SUV ante portas! In: Novum. Heft 12/2015, S. 26.
- Was ist perfekt? In: Novum. Heft 11/2015, S. 24.
- Täuschen und tarnen! In: Novum. Heft 10/2015, S. 24.
- Design und die Welt – drum herum. In: Novum. Heft 09/2015, S. 6–9.
- Gnadenloser Friede. In: Novum. Heft 08/2015, S. 24.
- Zum Andenken! In: Novum. Heft 07/2015, S. 24.
- Diese Fernsehwoche: brünett! In: Novum. Heft 06/2015, S. 24.
- You‘re not welcome! In: Novum. Heft 05/2015, S. 23.
- Frakturkuckuck. In: Novum. Heft 04/2015, S. 24.
- Zornige Bambis. In: Novum. Heft 03/2015, S. 24.
- Teure Luft und trügerische Bilder. In: Novum. Heft 02/2015, S. 24.
- Die serifenlosen Frauen. In: Novum. Heft 01/2015, S. 24.
- Die Absurdität des Vergleichens (Teil 2: Was haben Kunden eigentlich wirklich von – unbezahlter – Vorleistung und Ausschreibungen?), In: Novum. Heft 12/2014, S. 25.
- Die Absurdität des Vergleichens (Teil 1: Sollen Designer/innen kostenlos arbeiten, nur um vorher zu zeigen, was nachher herauskommen kann?), In: Novum. Heft 11/2014, S. 25.
- Anthropotypographie (Teil 3 der Serie „ad infinitum – Ideologie in Typografie“), In: Novum. Heft 10/2014, S. 24.
- Freie Radikale (Teil 2 der Serie „ad infinitum“ – Ideologie in Typografie), In: Novum. Heft 09/2014, S. 24.
- Post mortem (Teil 1 der Serie „ad infinitum“ – Ideologie in der Typografie), In: Novum. Heft 08/2014, S. 20.
- Böses Foul! In: Novum. Heft 07/2014, S. 27.
- Der unpolitische Gestalter?, In: Novum. Heft 06/2014, S. 24–25.
- Mahlzeit! In: Novum. Heft 05/2014, S. 20.
- Vom Karton in die Cloud. In: Novum. Heft 04/2014, S. 21.
- Corporate Identity der Identitären Bewegung. In: Novum. Heft 03/2014, S. 21.
- Das können wir uns sparen! In: Novum. Heft 02/2014, S. 21.
- Eine Million minus Bearbeitungsgebühr. In: Novum. Heft 1/2014, S. 23.
- Live and let die. In: Novum. Heft 11/2013, S. 21.
- Vom Möglichkeitssinn. Beitrag in „Willkommen daheim!“, Duale Hochschule Baden-Württemberg, S. 26–33.
- Vom schönen Schein. In: Novum. Heft 09/2013, S. 21.
- Vom Flüchtigen. In: Novum. Heft 08/2013, S. 23.
- Um Himmels Willen!, In: Novum. Heft 07/2013, S. 21.
- Her mit dem schönen Leben. In: Novum. Heft 05/2013, S. 19.
- In der Ruhe liegt die Kraft – Bedenkenswertes über Tourismuswerbung im Allgäu. In: Edition Schwaben. 7. Jahrgang, Ausgabe 4/2012, S. 36–41.
- Deutschland vs. Germany. In: Novum. Heft 02/2013, S. 19.
- Adler statt Falken und Tauben. In: Novum. Heft 12/2012, S. 19.
- Verschiedene vereinte Nationen. In: Novum. Heft 10/2012, S. 11.
- Zeichen von Wert. In: Novum. Heft 08/2012, S. 11.
- Faule Äpfel. In: Novum. Heft 06/2012, S. 19.
- Flachgelegt gehöre ich zum Altpapier. In: Novum. Heft 04/2012, S. 19.
- Grün macht blau. In: Novum. Heft 01/2012, S. 21.
- Von Braunen und Schwarzen in: Lieselotte Kugler und Gregor Isenbrot  (Hrsg.): Fashion Talks. Berlin 2011, S. 41–51.
- Freundlich protestiert. In: Novum. Heft 10/2011, S. 11.
- Gender bis zur Farce. In: Novum. Heft 07/2011, S. 17.
- Wert visualisieren – Kredibilität durch Design. In: Novum. Heft 04/2011, S. 11.
- Adieu Le Corbusier! In: Novum. Heft 01/2011, S. 12.
- Nachkriegs-Gestalter in Österreich. In: Novum. Heft 11/2010, S. 16.
- Die Sache mit dem Kreuz. In: Novum. Heft 09/2010, S. 14.
- Wenn Designer forschen. Teil 2, In: Novum. Heft 07/2010, S. 12.
- Wenn Designer forschen. Teil 1, In: Novum. Heft 06/2010, S. 16.
- Beinahe individuell. In: Novum. Heft 4/2010, S. 15.
- Buchrezension für „Designer im Dritten Reich“ (Sabine Zentek), in form. Ausgabe März/April 2010, S. 91f.
- Simple and stupid – das Minarett-Plakatt der SVP. In: Novum. Heft 2/2010, S. 11.
- Weit weg statt nur dabei. In: Novum. Heft 1/2010, S. 12.
- Nun gut, wer bist du denn? In: Novum. Heft 11/2009, S. 17.
- Risiken und Nebenwirkungen. In: Novum. Heft 10/2009, S. 19.
- Corporate Design – die große Freiheit? In: Dmig. Heft 2/2009, ohne Seitenangabe
- Tannenberg extra tempore. In: Novum. Heft 8/2009, S. 17.
- Die 1930er Jahre. In: Novum. Heft 6/2009, S. 38–39 (Spezial zu 85 Jahre „Gebrauchsgraphik“)
- NSDAP – Mit dem Rot der Kommunisten. In: Novum. Heft 5/2009, S. 19.
- Vom Glückszeichen zum Symbol der Katastrophe. In: Novum. Heft 4/2009, S. 19.
- Ist der Frieden grotesk? In: Novum. Heft 2/2009, S. 19.
- Was vom Spiele übrig blieb Teil 2 In: Novum. Heft 12/2008, S. 17.
- Was vom Spiele übrig blieb Teil 1, In: Novum. Heft 11/2008, S. 12.
- Eine wie alle – Typografischer Parteitag. In: Novum. Heft 07/2008, S. 32–33.

- Autor bei designkritik.dk[7]

(Die Beiträge in der „Novum“ erschienen in der Kolumne von Andreas Koop unter dem Titel „designaspekte“.)